# Musée de géologie et de paléontologie de Florence
Le musée de géologie et de paléontologie de Florence est un musée situé à Florence, rue Giorgio La Pira. Il  dépend du musée d'histoire naturelle aux multiples établissements disséminés dans la ville. Il possède l'une des plus riches collections de fossiles et de roches d'Italie avec plus de 300 000 pièces.

## Histoire
Le fonds initial provient des collections de l'Imperial Regio Museo di Fisica e Storia Naturale institué par le grand-duc Pierre Léopold à la Specola en 1775, complété en 1845 par l'érudit florentin Filippo Nesti de fossiles provenant de la région du Valdarno supérieur. Parmi ses chercheurs et scientifiques on notera Igino Cocchi, Antonio Stoppani, Cesare D'Ancona et Carlo De Stefani.
Le musée fut ouvert au public sous sa forme actuelle en 1963.

## Collections
Il abrite l'une des plus importantes collections de fossiles au monde. Cette importance n'est pas exclusivement numérique (environ 250 000 échantillons) mais surtout qualitative: spécimens uniques et objet de comparaison et d'étude par les chercheurs de toutes les grandes institutions scientifiques du monde. Les collections se sont enrichies grâce aux collections réalisées pendant près de trois siècles par de célèbres savants: Niccolò Stenone, Pier Antonio Micheli, Giovanni Targioni Tozzetti, Filippo Nesti, Igino Cocchi, Carlo De Stefani et, plus récemment, Giotto Dainelli , Giovanni Merla, Augusto Azzaroli, pour n'en nommer que quelques-uns.
- L'anthropomorphe oréopithèque découvert en 1958 dans une mine de lignite de Baccinello, près de Grosseto.
- Les mammifères anciens de la Toscane : hippopotame, éléphant, rhinocéros, bovidés et chevaux
  - La section des équidés avec un tableau complet de leurs évolutions.
- Les invertébrés de tous les continents.
- La paléobotanique (8 000 spécimens) : flore du Monte Pisano, de Vénétie, d'Allemagne.

## Sources
- (it) Cet article est partiellement ou en totalité issu de l’article de Wikipédia en italien intitulé « Museo di storia naturale sezione di geologia e paleontologia » (voir la liste des auteurs).